# Jim B. Tucker
Jim B. Tucker là nhà tâm thần học trẻ em và là Giáo sư về Tâm thần học và Khoa học Hành vi Thần kinh Bonner-Lowry tại Trường Y Đại học Virginia. Lĩnh vực nghiên cứu chính của Tucker nhằm ghi lại các câu chuyện về những đứa trẻ mà ông khẳng định có thể nhớ lại được tiền kiếp, những ký ức khi sinh và trước khi sinh. Ông là tác giả của cuốn sách Life Before Life: A Scientific Investigation of Children’s Memories of Previous Lives, trình bày tổng quan về hơn bốn thập kỷ nghiên cứu luân hồi tại Phòng Nghiên cứu Nhận thức. Tucker từng dành nhiều năm tiến hành nghiên cứu này với Ian Stevenson rồi kế tục Stevenson khi ông này nghỉ hưu vào năm 2002.
Tucker còn xuất hiện trên báo in cũng như qua truyền thông đại chúng nói về công việc của mình. Cuộc điều tra do ông tiến hành về trường hợp Cameron Macaulay từng được giới thiệu qua bộ phim tài liệu Extraordinary People - The Boy Who Lived Before chiếu trên kênh "Channel 5" thuộc mạng truyền hình Anh.

## Tiểu sử
Tucker theo học Đại học North Carolina ở Chapel Hill rồi sau tốt nghiệp Phi Beta Kappa lấy bằng Cử nhân chuyên ngành tâm lý học và y tế. Ông hiện là Giáo sư Tâm thần học và Khoa học Hành vi Thần kinh Bonner-Lowry, ngoài việc tiến hành nghiên cứu, ông còn là giám đốc y tế của Phòng khám Tâm thần Trẻ em & Gia đình Đại học Virginia trong chín năm.
Ông cư trú ở Charlottesville, Virginia, cùng vợ mình là Christine McDowell Tucker, một nhà tâm lý học lâm sàng, và từng thuyết giảng tại các hội nghị học thuật và công cộng.
Tucker cảm thấy không hài lòng với công việc của mình trong lĩnh vực tâm thần học trẻ em, nhưng mở ra khả năng rằng con người không chỉ là cơ thể vật chất của họ và mong muốn điều tra thêm về vấn đề này.  Mặc dù lớn lên với tư cách là một tín đồ Baptist miền Nam, Tucker không theo bất kỳ tôn giáo cụ thể nào và bày tỏ sự hoài nghi về thuyết luân hồi,
nhưng coi đó là lời giải thích tốt nhất cho các hiện tượng liên quan đến những trường hợp rõ ràng nhất được điều tra cho đến nay. Sau khi đọc tác phẩm của Ian Stevenson, Tucker bị cuốn hút trước những ký ức tiền kiếp được trẻ em thuật lại và triển vọng nghiên cứu về chúng.

## Nghiên cứu luân hồi
Trong khi Stevenson tập trung vào các trường hợp tái sinh ở châu Á thì Tucker chuyên nghiên cứu về trường hợp tái sinh của trẻ em Mỹ.
Tucker tường thuật rằng trong khoảng 70% trường hợp trẻ em tuyên bố nhớ được kiếp trước, người đã khuất chết vì một nguyên nhân không tự nhiên, cho thấy cái chết đau thương có thể liên quan đến giả thuyết về sự sinh tồn của phàm ngã. Ông còn chỉ ra khoảng thời gian giữa cái chết và sự tái sinh rõ ràng trung bình là 16 tháng và các vết bớt bất thường có thể khớp với vết thương chí mạng mà người chết phải gánh chịu.
Tucker đã phát triển Thang đo Cường độ Trường hợp (S.O.C.S.), đánh giá những gì Tucker coi là bốn khía cạnh của những trường hợp tái sinh tiềm năng; "(1) liệu nó có liên quan đến các vết bớt/khuyết tật tương ứng với tiền kiếp được cho là hay không; (2) độ tin cậy của những lời kể về tiền kiếp; (3) các hành vi xác đáng khi chúng liên quan đến tiền kiếp; và (4) đánh giá về khả năng có mối liên hệ giữa đứa trẻ kể về tiền kiếp và kiếp sống được cho là từ trước đó nữa".
Giới phê bình cho rằng không có lời giải thích vật chất nào cho sự tồn tại của phàm ngã, nhưng Tucker gợi ý rằng cơ học lượng tử có thể đưa ra một cơ chế mà ký ức và cảm xúc có thể chuyển đổi từ kiếp này sang kiếp khác.

## Truyền thông đưa tin
Kể từ khi tiếp quản công việc nghiên cứu về những ký ức tiền kiếp được công bố từ Stevenson vào năm 2002, Tucker nhận lời mời phỏng vấn về tái sinh qua ấn phẩm truyền thông và đài phát thanh truyền hình ở Hoa Kỳ, Vương quốc Liên hiệp Anh và Canada.
Năm 2006, Tucker điều tra trường hợp của Cameron Macaulay như một phần của bộ phim tài liệu chiếu trên kênh Channel 5 mang tên Extraordinary People: The Boy Who Lived Before. Cuộc điều tra của Tucker trước tiên đưa ông đặt chân đến Glasgow để phỏng vấn cậu bé sáu tuổi và người mẹ tên là Norma về những hồi ức do chính Cameron kể về kiếp sống trước đây trên đảo Barra ở Outer Hebrides, cách nhà của gia đình ở Glasgow khoảng hai trăm dặm. Tucker sau đó bèn đi cùng gia đình khi họ đến Barra trong nỗ lực xác minh lời kể của Cameron về kiếp sống trên hòn đảo này. Những mô tả của Cameron về ngôi nhà tiền kiếp của gia đình cậu bé này là hoàn toàn chính xác; trong khi họ "Robertson" cũng đúng, thì không thể tìm thấy gì về người đàn ông mà Cameron gọi là cha mình sống trên hòn đảo này.
Bộ phim tài liệu cũng đề cập ngắn gọn về một trường hợp khác của Tucker: đó là trường hợp của Gus Taylor đến từ miền Trung Tây nước Mỹ, tự nhận cậu chính là ông nội của mình từ khoảng một tuổi rưỡi đã đầu thai trở lại gia đình cũ. Ngoài việc nói về kiếp trước, Tucker lưu ý rằng cả hai cậu bé đều nói về việc rơi qua một 'cái lỗ' hoặc 'lỗ dịch chuyển' từ kiếp này sang kiếp khác.
Năm 2009, Tucker được mời phỏng vấn trên chương trình Larry King Live về những trường hợp mà ông từng có nghiên cứu qua.